# Група армій «E»
Група армій «E» (нім. Heeresgruppe E) — одна з груп армій Німеччини під час Другої світової війни.

## Історія групи.Балкани1943–1945
Група армій «Е» була сформована 1 січня 1943 року на основі 12-ї армії. Підрозділи групи армій дислокувалися в східній частині середземноморського регіону, включаючи Крит, Грецію, Сербію і територію Хорватії . Головним завданням підрозділів групи армій було здійснення окупаційних функцій і боротьба з партизанським рухом на територіях Греції та Югославії. 26 серпня 1943 року група армій «Е» була підпорядкована командуванню групи армій «F». Основними противниками німецьких військ були Югославська партизанська Народно-визвольна армія під командуванням маршала Броз Тіто та грецький комуністичний рух ЕЛАС. Протягом 1943–1944 років підрозділи групи армій «Е» провели низку вдалих операцій, розгромивши кілька великих формувань партизанів. У ході цього було скоєно кілька військових злочинів, включаючи масове вбивство жителів грецьких населених пунктів Калаврита та Дістомо (див. Різня в Калавриті і Різня в Дістомо). Крім цього, в ході роззброєння італійської армії в вересні 1943року, в Кефалінія німецькі війська стратили понад 5000 італійських військовополонених. В цей же час, група армій успішно відбила атаку британських військ, які намагалися захопити окуповані Італією острови Додеканес.
Восени 1944 року військам групи армій «Е» було наказано почати відведення військ з Греції і південних районів Югославії. В результаті проведеної радянськими військами Белградської операції були перерізані основні шляхи відходу групи армій «Е» уздовж річки Морава, а сама група армій виявилося в оточенні. У грудні 1944 року, зробивши маневр через важкопрохідні, гірські райони Чорногорії та Боснії німецькі війська вийшли з оточення і були передислоковані в Угорщину, а деякі підрозділи — в Австрію і на південь Німеччини. Група армій «E» була об'єднана із залишками групи армій «F» генерал-фельдмаршала Максиміліана фон Вейхс, яка була розформована 25 березня 1945 року.

## Склад групи
Основні формування (у жовтні 1943):
11-та авіапольова дивізія (афінський гарнізон)
Штурмова дивізія «Родос» (об'єднана з панцергренадерською дивізією «Бранденбург» в 1944 році)
68-й армійський корпус (східна Греція та Пелопоннес)
117-та єгерська дивізія
1-ша танкова дивізія
22-й гірський корпус (західна Греція)
104-та єгерська дивізія
1-ша гірська дивізія
41-ша фортечна дивізія
133-тя фортечна дивізія (критський гарнізон)
Також під командуванням групи армій знаходилися 22 штрафних батальйони.

## Командувач групи армій
Балканський фронт
- генерал-полковник Александер Лер (1 січня 1943 — 8 травня 1945).